# ボランティアにっぽん
『ボランティアにっぽん』は、NHKで2001年4月7日から2002年3月30日まで放送されていたテレビ番組。NHK広島放送局制作。

## 概要
全国各地のボランティアグループの取り組みを通して、新しい生き方のヒントを紹介する。

## 放送時間
- 土曜 20:45 - 20:55 （教育）／月曜 5:10 - 5:20 （教育）／土曜 5:05 - 5:15（総合）

## 放送リスト
| 回 | 初回放送日     | サブタイトル                     | 活動内容                                |
| -- | -------------- | -------------------------------- | --------------------------------------- |
| 1  | 2001年4月7日   | 修理はおまかせ!改善マンが行く    | 北九州市 腕自慢サービス                 |
| 2  | 2001年4月14日  | ママは資料館ガイド               | 広島 ピースボランティア                 |
| 3  | 2001年5月5日   | 患者に寄り添うセカンドライフ     | 大阪 病院ボランティア                   |
| 4  | 2001年5月12日  | ぼくらの棟りょうは68歳           | 鳥取 震災ボランティア                   |
| 5  | 2001年6月2日   | 一緒に馬に乗ろうよ               | 障害者乗馬ヘルパー                      |
| 6  | 2001年6月9日   | 走れSL!僕ら素人鉄道マン          | 静岡 トラストトレイン                   |
| 7  | 2001年6月30日  | ジョイと一緒に笑顔を運ぶ         | 東京 動物ふれあい訪問                   |
| 8  | 2001年7月7日   | おばちゃんツアコンが行く!        | 大阪 下町観光ガイド                     |
| 9  | 2001年7月14日  | 心おどる青春のステップ           | 東京 車いす社交ダンス                   |
| 10 | 2001年7月21日  | 森と一緒に元気になろう           | 京都 山仕事ボランティア                 |
| 11 | 2001年8月25日  | ハルモニたちに読み書きを         | 広島 在日韓国人の識字教室               |
| 12 | 2001年9月1日   | 子どもの笑顔に応えたい           | 名古屋 おもちゃ修理ボランティア         |
| 13 | 2001年9月8日   | スイカ畑へいらっしゃい           | 新潟 援農ボランティア                   |
| 14 | 2001年9月15日  | 走れ!海のバリアフリー            | 岡山 ヨットボランティア                 |
| 15 | 2001年10月20日 | “だがあ”が運ぶありがとう         | 松江 暮らしを支えるチケットボランティア |
| 16 | 2001年10月27日 | 出番ですよ!サラリーマン芸人      | 東京 演芸ボランティア                   |
| 17 | 2001年11月3日  | 腹ばかかえて笑いんしゃい         | 福岡 お笑いボランティア                 |
| 18 | 2001年11月10日 | さわってごらん童話の世界         | 徳島 点字絵本ボランティア               |
| 19 | 2001年12月22日 | 子どもの笑顔に会いたい           | 山形 読み聞かせボランティア             |
| 20 | 2001年12月29日 | はばたけ!ちゃちゃまる大空へ      | 神奈川 鳥獣保護ボランティア             |
| 21 | 2002年1月5日   | 読みたい本を私の声で             | 岡山 音訳ボランティア                   |
| 22 | 2002年1月12日  | 盲導犬へ恩返し                   | 札幌 老犬介護ボランティア               |
| 23 | 2002年1月19日  | おっちゃんのうどんが食べたいねん | 奈良 手打ちうどんボランティア           |
| 24 | 2002年2月16日  | 赤いチョッキは元気の印           | 広島 ハーモニカボランティア             |
| 25 | 2002年2月23日  | 出動!女子高生雪かき隊            | 北海道 除雪ボランティア                 |
| 26 | 2002年3月2日   | 黄色い帽子の名ガイド             | 神戸 観光ボランティア                   |

## 関連番組
- 週刊ボランティア
- ボランティアまっぷ